# Jordanita graeca
Jordanita graeca ist ein Schmetterling aus der Familie der Widderchen (Zygaenidae).

## Merkmale
Die Falter erreichen eine Vorderflügellänge von 7,5 bis 12,5 Millimeter bei den Männchen und 7,0 bis 12,0 Millimeter bei den Weibchen. Kopf, Thorax und Femur der Beine schimmern grün. Das Abdomen ist dunkel grünlich grau und ohne Schimmer. Die Stirn (Frons) ist mehr als doppelt so breit wie die Facettenaugen. Die Fühler sind nahezu schwarz und können bläulich grün schimmern. Der Fühlerschaft ist dick. Proximal ist die Kämmung lang, distal kurz, die letzten drei Segmente sind nahezu sägeförmig. Die Fühler bestehen aus 37 bis 40 kurzen Segmenten. Die Vorderflügeloberseite schimmert grün, goldgrün oder bläulich grün. Die Hinterflügel sind in der Mitte leicht transluzent, die Oberseite ist schwärzlich grau, die Analfalte ist dichter beschuppt und glänzt charakteristisch. Die Flügelunterseiten sind dunkelgrau und glanzlos.
Bei den Männchen ist der ventrale Rand der Valve auf halbem Weg bis zur Spitze mit einem kurzen Zahn besetzt. Das Vinculum hat eine stark sklerotisierte Saccusplatte. Der Aedeagus besitzt eine ausgestülpte Blase, deren ventraler Bereich zu zwei Dritteln mit einem Bündel aus schlanken spitzen Nadeln besetzt ist. Dorsal gelegen befindet sich ein kleiner Bereich, der mit winzigen Nadeln versehen ist, ein weiterer distal zum Nadelbündel. Das 8. Abdominalsternit ist trapezförmig, distal sehr schmal und hat einen leicht gelappten hinteren Rand. Es reicht über den Hinterrand des Segments hinaus.
Bei den Weibchen ist das Ostium breit und elliptisch. Der Ductus bursae ist hornförmig, an der Basis breit und stark sklerotisiert. Distal ist er weniger sklerotisiert und gebogen. Er ist transluzent, abgeknickt und gewunden. Das Corpus bursae ist eiförmig und an der Innenseite mit markanten Nadeln versehen. Das letzte Abdominalsternit ist unbeschuppt, sodass das Ostium sichtbar ist.
Das Ei ist gelblich grün.
Die Raupe ist gelb und mit dunkelgrauen Linien gezeichnet. Der Raupenkörper ist mit kleinen mehrstachligen Tuberkeln versehen, die bei geringer Vergrößerung als schwarze Punkte erscheinen. Die Warzen auf dem Rücken sind gelb, an der Seite und am Bauch sind sie graugelb und mit langen weißen und kurzen braunen Borsten bedeckt. Der Kopf ist schwarz, das Prothorakalsegment ist schwarzbraun. Das Peritrema – ein ringförmiges Sklerit, das die Atemöffnungen umgibt – ist schwarzbraun. Das letzte Abdominalsegment ist mit drei schwarzen Punkten gezeichnet.
Die Puppe ist braun und glänzt. Der Kokon ist weiß, locker gesponnen und spindelförmig.

### Ähnliche Arten
In Europa haben Jordanita tenuicornis und Jordanita chloros eine ähnliche Größe und Flügelform. Die erstgenannte Art ist endemisch im Süden Italiens und in Sizilien wo J. graeca nicht vorkommt. Bei der letztgenannten Art schimmern Thorax und Vorderflügelbasis blau, der übrige Teil der Vorderflügeloberseite ist goldgrün, braungrün oder gelblichgrün.
Die in der Türkei und im Iran beheimatete Jordanita anatolica und kleine Adscita obscura-Exemplare sind J. graeca ähnlich. Die erstgenannte Art kann von J. graeca nur genitalmorphologisch unterschieden werden, Letztere hat keulenförmige Fühler.
Exemplare von Jordanita syriaca ähneln habituell J. graeca. Die letztgenannte Art kommt aber in Syrien, dem Libanon und in Israel nicht vor. Beide Arten können genitalmorphologisch unterschieden werden.

### Unterarten
Trotz der beachtlichen geografischen Variabilität wurden in der Westpaläarktis nur zwei Unterarten beschrieben:
Exemplare der Unterart Jordanita graeca graeca (Jordan, 1907) aus der Slowakei und Ungarn sind mittelgroß und smaragdgrün, diejenigen von der kroatischen Küste sind größer, die Männchen schimmern manchmal bläulich grün, während die Weibchen immer grün schimmern. Griechische Exemplare sind groß und dunkel goldgrün. Die größten Exemplare kommen in der Region Peloponnes und im Taygetos-Gebirge vor.
Die Exemplare der Unterart Jordanita graeca sultana (Alberti, 1937) sind kleiner und haben transluzentere Hinterflügel als die Exemplare aus Griechenland und dem Südwesten der Türkei.

## Verbreitung
Das Verbreitungsgebiet von Jordanita graeca reicht vom Süden der Slowakei über Ungarn, die Balkanhalbinsel, Rhodos und Zypern bis in den Süden Russlands und die Ukraine, sowie nach Transkaukasien, in die Türkei, den Iran und den Norden des Irak. Die Unterart Jordanita graeca graeca ist vom Süden der Slowakei über Ungarn und die Ukraine bis in den Südwesten der Türkei verbreitet. Jordanita graeca sultana kommt auf der Krim, in der Mitte und im Süden der Türkei und in Armenien vor. Besiedelt werden trockene Graslandschaften in der Ebene und felsige Hanglagen.

## Biologie
Die Weibchen legen die Eier einzeln in den Flaum der Blattunterseiten, so dass sie – je nach Pflanzenart – kaum sichtbar sind. Nach 10 bis 15 Eiern unterbrechen die Weibchen die Eiablage, um an den Blüten von Flockenblumenarten zu saugen. Die Raupen der Unterart J. g. graeca leben an der Malta-Flockenblume (Centaurea melitensis) und an Cirsium creticum. Die der Unterart J. g. sultana  an der Sonnenwend-Flockenblume (Centaurea solstitialis), an der Split-Flockenblume (Centaurea salonitana), an Carduus arabicus, Carduus uncinatus, Jurinea sordida und Xeranthemum annuum. Die Raupen verpuppen sich in einem weißen, locker gesponnenen Kokon im Boden unter der Futterpflanze. Die Falter fliegen von Mai (Krim und Südwesten der Türkei) bis Juli (Mitte und Osten der Türkei).